# Ismael Lejarreta
Ismael Lejarreta Arrizabalaga, nacido el 11 de junio de 1953 en Bérriz (Vizcaya, España), es un exciclista español, profesional entre los años 1977 y 1983, durante los cuales consiguió 6 victorias. Su hermano Marino Lejarreta (1957) también fue un ciclista profesional de gran éxito. Su hijo, Iñaki Lejarreta (1983-2012), también fue un ciclista que competía en ciclismo de montaña y que falleció atropellado en la carretera.

## Biografía
Ismael militó en cuatro equipos: Kas, Novostil-Helios, Teka y Alfa Lum, estos dos últimos acompañando como gregario de lujo de su hermano Marino.
Su mejor actuación en la Vuelta ciclista a España, fue en su debut en 1977 logrando la 16.ª posición, rozando la victoria de etapa en la 14.ª etapa donde terminó segundo.
El Giro de Italia únicamente lo disputó en la temporada de su despedida, logrando una meritoria 28.ª posición, actuando como gregario de su hermano Marino.
El Tour de Francia lo disputó en tres ocasiones, destacando la 24.ª posición obtenida en el Tour de 1980, donde también rozo la victoria de etapa en la 19.ª, finalizando en segunda posición.

## Palmarés
| 1977 - 2.º en el Campeonato de España de Montaña 1978 - G.P. Llodio - 1 etapa de la Vuelta a La Rioja 1980 - Clásica de Ordizia | 1982 - 1 etapa de la Volta a Cataluña - 1 etapa de la Vuelta a Asturias 1983 - Subida al Txitxarro |

## Resultados en grandes vueltas y Campeonato del Mundo
Durante su carrera deportiva ha conseguido los siguientes puestos en las Grandes Vueltas y en el Campeonato del Mundo en carretera:
| Carrera         | 1977 | 1978 | 1979 | 1980 | 1981 | 1982 | 1983 |
| --------------- | ---- | ---- | ---- | ---- | ---- | ---- | ---- |
| Giro de Italia  | -    | -    | -    | -    | -    | -    | 28.º |
| Tour de Francia | -    | -    | -    | 24.º | 64.º | 57.º | -    |
| Vuelta a España | 16.º | -    | 21.º | -    | -    | 19.º | 30.º |
| Mundial en Ruta | -    | -    | -    | -    | 16.º | 50.º | -    |

-: no participa

Ab.: abandono

## Equipos
- Kas (1977-1978)
- Novostil-Helios (1979)
- Teka (1980 - 1982)
- Alfa Lum (1983)